# Ana Karenjina (1914.)
Ana Karenjina (Anna Karenina), ruska nijema filmska drama iz 1914. godine. U ovom filmu prvi se put pojavljuje prva zvijezda ruskog nijemog filma Vera Holodnaja, kojoj se ime ne pojavljuje u filmskoj špici.

## Sažetak
Priča o nesretnoj ljubavi. Adaptirani roman Lava Nikolajeviča Tolstoja Ana Karenjina. 1870-ih godina Ana 
je udana za Aleksandra Karenjina i imaju dvoje djece. Upoznavši mladog časnika konjaništva grofa Vronskog, događa se ljubav kojoj se u početku opirala. Prepustivši se osjećajima, suočava se s posljedicama preljuba. Vronski želi da Ana napusti supruga. Uskoro Vronski ide u rat, a Ana na kraju siđe s uma i baci se pod vlak.